# Olof Palmes Allé
 Ikke at forveksle med Olof Palmes Gade.
Olof Palmes Allé er en gade i det nordlige Aarhus mellem Halmstadgade og Brendstrupgårdsvej. Foruden selve centralgaden, er også dens sideveje navngivet Olof Palmes Allé. Gaden ligger i et kvarter med flere uddannelsesinstitutioner, bl.a. VIA University College, Aarhus Business College og IBM Danmark, ligesom der også ligger et privathospital, Aleris-Hamlet Aarhus. Der går bybusser gennem gaden, og Aarhus Letbane har desuden station, Olof Palmes Allé Station.

## Historie
Oprindelig navngivet Halmstadgade i 1966, men i 1986 omdøbt til Olof Palmes Allé efter den svenske socialdemokratiske politiker Olof Palme (1927-1986). Efter forskellige ministerposter fra 1963 til 1969 blev han Sveriges statsminister fra 1969 til 1976. Forholdt sig stærkt kritisk til USA's krigsførelse i Vietnam, samtidig med at han betonede den svenske neutralitet. Han blev igen statsminister fra 1982, men blev i 1986 myrdet i Stockholm.
Olof Palmes Allé har postnummeret 8200 og ligger i Aarhus N.